# Reinhard Margreiter

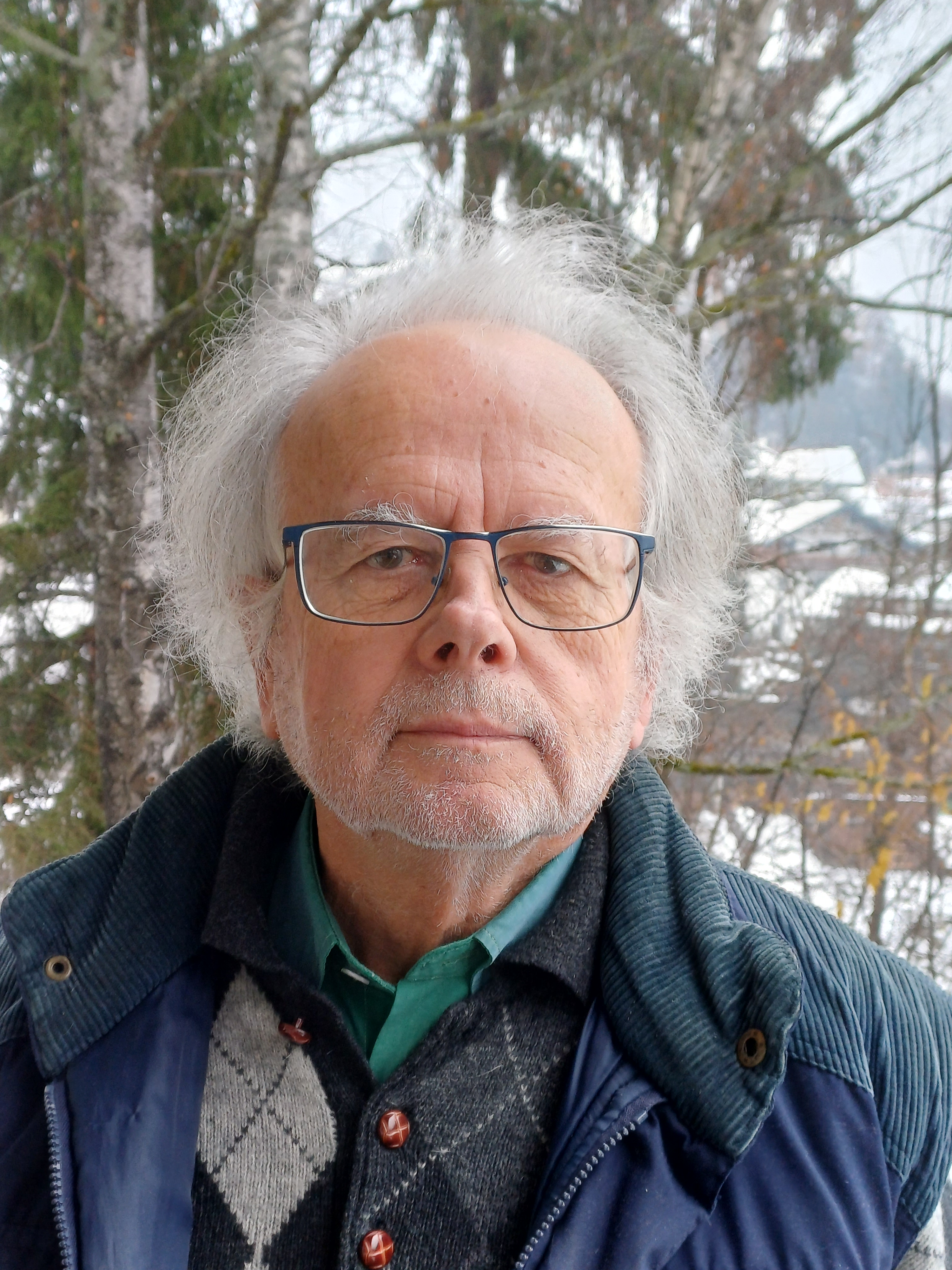
Reinhard Margreiter 2023

Reinhard Margreiter (* 16. August 1952 in Reith im Alpbachtal) ist ein österreichischer Autor und Philosoph, der sich mit Friedrich Nietzsche, Arthur Schopenhauer, Ernst Cassirer, dem Verhältnis von Mystik und Philosophie, mit Medienphilosophie und Tierphilosophie beschäftigt, neuerdings auch mit einer Philosophie des Wohnens.

## Leben
Reinhard Margreiter studierte Philosophie, Geschichte und Germanistik in Innsbruck und Mainz und wurde 1977 in Innsbruck mit einer Dissertation über Nietzsche promoviert. Dort gründete er 1982 in Zusammenarbeit mit Wolfgang Schirmacher, dem damaligen Präsidenten der Schopenhauer-Gesellschaft, ein „Forum für offenes Philosophieren“ und organisierte philosophische Vortragsreihen und zwei Symposien über Schopenhauer (1988) und Martin Heidegger (1989). Ab 1979 unterrichtete er Deutsch und Geschichte an Berufsbildenden Höheren Schulen. 1995 habilitierte er sich in Berlin mit einer Arbeit über das Verhältnis von Mystik und Philosophie und war bis 2015 Privatdozent für Philosophie an der Humboldt-Universität. Seit 1991 erhielt er Lehraufträge an der Universität Innsbruck und war dort auch mehrmals Gastprofessor. Er war Redakteur der Schopenhauer-Studien und Vizepräsident der Internationalen Schopenhauer-Vereinigung. Er wohnt mit seiner Familie in Imst, Tirol.

## Philosophie

### Nietzsche-Interpretation
Anfangs setzte sich Margreiter vor allem mit dem Werk Nietzsches auseinander. In seiner Monografie Ontologie und Gottesbegriffe bei Nietzsche (1978) wendet er sich gegen theologische Vereinnahmungen Nietzsches als eines angeblichen Gottsuchers und Kryptochristen. Am Leitfaden einer negativen Analyse der „Gottesfrage“ erfolgt eine systematische Darstellung der „artistisch-transzendental“ begründeten Ontologie Nietzsches. Darin findet sich für einen Gott, sei es ein Vernunft- oder Glaubensgott, kein sinnvoller Platz.
In dieser Arbeit bezieht sich Margreiter methodisch auf hermeneutische Phänomenologie und Transzendentalphilosophie.
Unter dem Einfluss Oswald Schwemmers erfolgte später eine Hinwendung zur Symbolphilosophie. In späteren, in den Nietzsche Studien publizierten Aufsätzen erweitert und modifiziert er seinen Interpretationsansatz durch den Begriff „Erfahrungsontologie“. In der Folge befasste er sich auch mit anderen Fragestellungen bei Nietzsche, zum Beispiel mit dessen Geschichts- und Erkenntniskritik, dem Verhältnis zu Schopenhauer und zuletzt mit dem medienphilosophischen Potenzial in Nietzsches Schriften.

### Mystik und Philosophie
In seinem umfangreichen Werk Erfahrung und Mystik: Grenzen der Symbolisierung (1997) geht Margreiter der Frage nach, was mystische Erfahrung ist und wie sie sich zu allgemeiner und an rationalen Maßstäben orientierter Erfahrung verhält. Es geht um die (existenziell bedeutsame) Erfahrung des Unwirklich-Werdens kategorial verfasster Realität.
Einer Analyse mystischer Textstellen aus dem Werk Meister Eckharts und dem (in einschlägigen Textsammlungen dokumentierten) Kanon mystischer Schriften geht eine historisch-systematische Analyse des Erfahrungsbegriffs voraus.
Referenzautoren sind für Margreiter neuzeitliche Philosophen wie Immanuel Kant, Georg Wilhelm Friedrich Hegel, Arthur Schopenhauer, William James, Henri Bergson, Ludwig Wittgenstein, Ernst Cassirer und Jacques Derrida, die sich sowohl zu Erfahrung als auch zu Mystik äußern. An ihnen lässt sich exemplarisch aufweisen, dass der Rekurs auf Mystik die Rationalitätsdebatte stets wie ein Schatten begleitet. Mystik fungiert als erkenntnistheoretischer Problembegriff, wenn es um die Grenzen und/oder das Ganze von Vernunft und Erfahrung geht.
Idealtypisch zeichnen sich unter Philosophen zwei Positionen ab: Entweder sie verstehen unter Mystik das Andere, das Jenseits der Vernunft (zum Beispiel Kant, Wittgenstein) oder Mystik ist für sie die Vernunft selbst in ihrer höchsten Vollendung (zum Beispiel Hegel, Bergson). Beide Positionen sind für Margreiter nicht adäquat. Sie stellen den Bezug zu Berichten über konkrete mystische Erfahrung nur unzureichend her. Anders sei dies bei sprach-, symbol- und zeichentheoretischen Herangehensweisen, zum Beispiel bei Fritz Mauthner, Cassirer, oder Derrida. Für diese Denker fallen Mystik, Vernunft und Erfahrung weder in eins noch stehen sie beziehungslos nebeneinander. Sie sind vielmehr Dimensionen eines komplexen Strukturzusammenhangs.

#### Symboltheoretische Rekonstruktion der Mystik
In seiner Darlegung sowohl der allgemeinen als auch der mystischen Erfahrung verwendet Margreiter eine symboltheoretische Methode, die er von Cassirer und Schwemmer herleitet. Ausgangspunkt ist die erkenntnistheoretische Grundthese, Wirklichkeit werde über unterschiedliche Symbolsysteme konstruiert. Nur so bilde sich Erfahrung. Symbolformen seien nicht statische Gebilde, sondern Prozesse, die zueinander in analogem Verhältnis stehen. Von diesen Vorgaben her rekonstruiert Margreiter Mystik als Emergenz im Zuge des Symbolprozesses, als ein aus der Erfahrung selbst sich ergebendes Epiphänomen.
Mystik sei aus einer strukturell im Symbolprozess angelegten Tendenz erklärbar. Symbolisierung richte sich im Normalfall auf eine partielle Wirklichkeit, verhalte sich aber grundsätzlich expansiv und könne, dem Expansionsdrang nachgebend, zuletzt auf die Erfassung der Wirklichkeit im Ganzen (das impliziert: auch auf Selbstreferenzialität und Unmittelbarkeit) abzielen. Dies führe zu extremer Intensivierung der für jedes Symbolisieren konstitutiven Spannung zwischen Subjekt und Objekt, Einheit und Vielheit, so dass der Symbolprozess „implodiert“. Totalsymbolisierung und Eigenparalyse eines Symbolsystems gehen also Hand in Hand. Es komme zur Auflösung denkkonstitutiver Kategorien (Zeit, Raum, Gegenständlichkeit, Kausalität etc.), zu höchster Konzentration und zugleich zum Absturz aller Bedeutsamkeit. Daraus erkläre sich der ekstatische Charakter mystischen Denkens und Erlebens.

#### Mystik als Grenze des Symbolisierens
Mystik erweise sich als eine mögliche Augenblickserfahrung, nicht aber als lebbare Lebensform. Was sich in ihr erkenntnistheoretisch zeigt, sei eine funktionelle Grenze des Symbolisierens und, sofern Erfahrung Symbolverarbeitung bedeutet und Vernunft deren Ordnung und Organisation, eine funktionelle Grenze von Erfahrung und Vernunft. Eine solche Grenzerfahrung sei in allen Symbolformen möglich, nicht nur in Religion, sondern auch in Philosophie, Sprache, Kunst und grundlagenreflektierender Wissenschaft. Mystik sei also kein Alleinstellungsmerkmal religiösen Denkens und religiöser Welterfahrung.
Es handle sich um das An-Denken des imaginären Nullpunktes allen Symbolisierens, in den dieses sowohl seinen Ursprung als auch sein Ziel projiziert. Der Nullpunkt bleibe imaginär, weil man prinzipiell aus dem Symbolgeschehen nicht aussteigen könne. Als kognitiver, aber auch existenzieller Abgrund aller Symbolik veranschauliche Mystik die Vertauschbarkeit von Vielheit und Einheit, Sein und Nichts, Wirklichkeit und Möglichkeit. Dadurch werden radikale Kontingenz, Freiheit und Kreativität des Daseins offenbar. Richtig verstanden, führe mystische Erfahrung nicht zu metaphysischer Spekulation, sondern zu einer skeptischen, erfahrungsoffenen Erkenntnis- und Lebenshaltung.

### Medienphilosophie
Ende der 1990er Jahre klinkte sich Margreiter in die medienphilosophische Diskussion ein und fasste seine Überlegungen später in den Büchern Medienphilosophie. Eine Einführung (2007, Neubearbeitung 2016) und Media Turn: Perspektiven einer interdiskursiven Medienphilosophie (2018) zusammen. Er unterteilt den Mediendiskurs in drei Segmente: empirische Medienwissenschaft, spekulative Medientheorie und fachphilosophischen Mediendiskurs. In letzterem gehe es darum, im Mediendiskurs die Neuformulierung von Fragestellungen des philosophiegeschichtlichen Kanons wahrzunehmen und für die Fortentwicklung der Philosophie als kreativen Input zu nützen. Da die Begriffe Medium und Symbolsystem ineinander übersetzbar seien (auch Mystik sei stets ein mediales Ereignis), führe Medienphilosophie das Anliegen der Symbolphilosophie in veränderter Akzentuierung fort.
Die Geschichte der Erkenntnistheorie (von Kants Transzendentalphilosophie über den Linguistic Turn und Symbolic/Semiotic Turn bis hin zu einem gegenwärtigen Media Turn) ist für Margreiter eine Stufenfolge zunehmend verfeinerter Einsicht in die Struktur von Denken, Erfahrung und Kultur. Philosophie-, Wissenschafts- und Kulturgeschichte seien als Mediengeschichte rekonstruierbar. Nicht nur Sprache, sondern eine Mehrzahl historisch wandelbarer Medien und Medienkonstellationen konstituiere Wahrnehmen und Denken. Daher lasse sich Medienphilosophie (freilich ohne Anspruch auf Letztbegründung und keinesfalls im Sinn eines strengen Determinismus) als „Grundlagendiskurs“ und zeitgemäße „prima philosophia“ verstehen. Von anderen Medienphilosophen wird dies allerdings als zu starke These angesehen. So spricht Mike Sandbothe lieber von einer „transversalen Schnittstelle“.
Margreiter lehnt die Ansicht ab, dass die digitalen Medien das Ende der Philosophie einläuten würden. Er spricht sich für eine stärkere Vernetzung der drei Segmente des Mediendiskurses aus. Medienphilosophie solle sich als „Interdiskurs“ verstehen, d. h. sich anderen Disziplinen weder unter- noch überordnen, sondern zwischen ihnen vermitteln. Medienphilosophie könne sich zweifach positionieren: als Wissenschaftstheorie der Medienwissenschaften und als symbolisch-medial ausgerichtete Erkenntnis- und Kulturphilosophie.

### Tierphilosophie
Im Kontext seiner Medienphilosophie stellt Margreiter die Frage, ob auch Tiere mediale Wesen seien. Die Antwort ist ein eingeschränktes Ja. Nicht alle, aber einige Tiere weisen in Verhalten, Eigenschaften und Fähigkeiten dem Menschen gegenüber mehr Ähnlichkeiten auf als Unterschiede. Auch Tiere verfügen über ein gewisses Maß an Symbol- und Medienkompetenz, wobei beträchtliche Ungleichheiten einzuräumen sind. Sie betreffen vor allem die Speicherungs- und Verarbeitungsmöglichkeiten von Information. Diese sind beim Menschen in Hinblick auf elaboriertes Sprachvermögen und vom Körper ausgelagerte, bis zur Automatisierung gesteigerte technische Medien von eigener, weiter reichender Qualität.
Neben tierischen Kognitions- und Kulturleistungen gilt Margreiters Interesse auch ethischen und interdisziplinären Fragen. Seit 2011 nimmt er an den Aktivitäten der „Human-Animal-Studies-Forschungsgruppe“ der Universität Innsbruck teil, die mit Ringvorlesungen, Seminaren, Arbeitskreisen, Tagungen und Publikationen hervortritt.

## Literarische Arbeiten
In jungen Jahren war Margreiter auch literarisch tätig (Lyrik, Kurzprosa). Dies erfolgte im Umfeld des Innsbrucker Dichters Hermann Kuprian, der um 1970 das poetologische Programm einer „Spirituellen Poesie“ formulierte, eine Reihe von Mitstreitern rekrutierte und die Schriftenreihe Brennpunkte herausgab. Margreiter beteiligte sich mit einigen Essays an diesen programmatischen Bemühungen, ging später aber dazu kritisch auf Distanz.
Der Lyrikband vor deinen augen (1973) weist jedoch inhaltliche Bezüge zur späteren Philosophie auf. Er enthält Gedichte, die mystische Erfahrung ausdrücken und vom Wuppertaler Philosophen Karl Albert in dieser Hinsicht interpretiert wurden. Allerdings weicht Margreiters philosophische Mystik-Interpretation erheblich von Alberts Auffassung ab. Bei diesem spielt die skeptische Seite der Mystik keine Rolle, er versteht unter Mystik bzw. (bei ihm gleichbedeutend) „ontologischer Erfahrung“ eine harmonistische All-Einheits-Metaphysik.

## Publikationen

### Bücher
- Medienphilosophie. Eine Einführung. 3. Auflage. Königshausen & Neumann, Würzburg 2023, ISBN 978-3-8260-7841-5.
- Wohnen im Zeitalter der Mobilität – Ein philosophischer Essay. Schwabe Verlag, Basel 2022, ISBN 978-3-7965-4633-4.
- Media Turn: Perspektiven einer interdiskursiven Medienphilosophie. Königshausen & Neumann, Würzburg 2018, ISBN 978-3-8260-6396-1.
- Medienphilosophie: Eine Einführung. 2., erw. u. verbess. Auflage Königshausen & Neumann, Würzburg 2016, ISBN 978-3-8260-5777-9.
- Medienphilosophie: Eine Einführung. Parerga, Berlin 2007, ISBN 3-937262-52-0.
- Erfahrung und Mystik: Grenzen der Symbolisierung. Akademie, Berlin 1997, ISBN 3-05-002960-9 [Reprint + E-Book: de Gruyter, Berlin 2015].
- [Mitherausgeber, gem. mit Elenor Jain]: Probleme philosophischer Mystik: Festschrift für Karl Albert zum 70. Geburtstag. Academia, St. Augustin 1991, ISBN 3-88345-567-9.
- [Mitherausgeber, gem. mit Karl Leidlmair]: Heidegger: Technik – Ethik – Politik. Königshausen & Neumann, Würzburg 1991, ISBN 3-88479-607-0.
- Ontologie und Gottesbegriffe bei Nietzsche: Zur Frage einer ‚Neuentdeckung Gottes’ im Spätwerk (= Monographien zur philosophischen Forschung. Bd. 160). Hain, Meisenheim 1978, ISBN 3-445-01585-6.
- vor deinen augen: gedichte. Bläschke, Darmstadt 1973, ISBN 3-87561-253-1.

### Aufsätze (Auswahl)
- Immanuel Kant – Transzendentalphilosophie und Mystik. In: Salzburger Jahrbuch für Philosophie 68/2023, S. 169–187.
- Transzendentalphilosophie und Media Turn. In: G. Schweppenhäuser (Hg.): Handbuch der Medienphilosophie. Darmstadt 2018, S. 144–152.
- Philosophische Tierethik. In: G. Kompatscher-Gufler, R. Spannring, K. Schachinger: Human-Animal Studies: Eine Einführung für Studierende und Lehrende. Münster 2017, S. 108–140.
- Ernst Cassirer. In: H. Reinalter, A. Oberprantacher (Hg.): Außenseiter der Philosophie. Würzburg 2012, S. 247–264.
- Der Nondualismus – eine ironische Philosophie? In: A. Riegler, S. Weber (Hg.): Die Dritte Philosophie: Kritische Beiträge zu Josef Mitterers Nondualismus. Weilerswist 2010, S. 85–100.
- Mystik im Spannungsfeld symbolischer Formen. In: C. Tamasvári, R. Sanchino Martinez (Hg.): „Wovon man nicht sprechen kann …“ Ästhetik und Mystik im 20. Jahrhundert. Bielefeld 2010, S. 29–42.
- Nietzsche als Medienphilosoph avant la lettre. In: J. M. Krois, N. Meuter (Hg.): Kulturelle Existenz und symbolische Form. Berlin 2006, S. 191–212.
- Aufklärung und Mystik bei Kant und Feuerbach. In: J. Albertz (Hg.): Aufklärung, Vernunft, Religion: Kant und Feuerbach. Berlin 2005, S. 69–90.
- Medienphilosophie des Buchdrucks. In: M. Sandbothe, L. Nagl (Hg.): Systematische Medienphilosophie. Berlin 2004, S. 239–252.
- Medien/Philosophie: Ein Kippbild. In: S. Münker, A. Roesler, M. Sandbothe (Hg.): Medienphilosophie: Beiträge zur Klärung eines Begriffs. Frankfurt am Main 2003, S. 150–171.
- Cohen und Cassirer über Mystik. In: H. Deuser, M. Moxter (Hg.): Rationalität der Religion und Kritik der Kultur. Würzburg 2002, S. 192–211.
- Nietzsche: Das Problem der Wissenschaft, der Geschichte und des historischen Gedächtnisses. In: G. Goedert, U. Nussbaumer-Benz (Hg.): Nietzsche und die Kultur: Ein Beitrag zu Europa? Olten 2002, S. 140–154.
- Realität und Medialität: Zur Philosophie des ‚Medial Turn’. In: Stefan Weber (Hg.): Medien Journal. 23/Nr. 1 (1999), S. 9–18.
- Medienphilosophie als Reformulierung einer ‚philosophy of mind’. In: W. Löffler, E. Runggaldier (Hg.): Vielfalt und Konvergenz der Philosophie. Wien 1999, S. 520–524.
- Aspekte der Heidegger-Cassirer-Kontroverse. In: H. Vetter (Hg.): Siebzig Jahre ‚Sein und Zeit’. Frankfurt am Main 1999, S. 109–134.
- Mystik zwischen Literalität und Oralität: Meister Eckhart und die Theorie medialer Noetik. In: K. Jacoby (Hg.): Meister Eckhart: Lebensstationen – Redesituationen. Berlin 1997, S. 15–42.
- „… auf vulkanischem Boden“: Geschichte, Kontingenz und Normativität bei Ernst Cassirer. In: Hegel-Jahrbuch 1996. Berlin 1997, S. 252–258.
- Neuere Literatur zu Ernst Cassirer. [Literaturbericht]. In: Philosophisches Jahrbuch. 102 (1995), S. 402–415.
- Vernunft und Erfahrung als Prozess: Vorüberlegungen zu einer nicht-obskurantistischen philosophia mystica. In: Schopenhauer-Studien. 5 (1995), S. 19–28.
- L’essere del pensiero e il dio trascendente. In: H. Ott, G. Penzo (Hg.): Heidegger e la teologia. Brescia 1995, S. 181–187.
- Schopenhauer e il problema di un’etica descrittiva. In: Discipline Filosofiche. 2/1994, S. 233–255.
- Mystik und Philosophie. [Literaturbericht]. In: Philosophische Rundschau. 39 (1992), S. 161–185.
- Die Verwindung der Wahrheit und der Entzug des Göttlichen: Zur Rekonstruktion der Gottesbegriffe Nietzsches. In: Nietzsche Studien. 20 (1991), S. 48–67.
- Die achtfache Wurzel der Aktualität Schopenhauers. In: Schopenhauer Studien. 1/2 (1988), S. 15–36.
- Ontologischer Paradigmenwechsel: Anmerkungen zu Kant und Nietzsche. In: J. Albertz (Hg.): Kant und Nietzsche: Vorspiel einer künftigen Weltauslegung? Wiesbaden 1988, S. 111–132.
- Begegnungen mit Nietzsche: Deutsche Nietzsche-Literatur 1980–84. In: Philosophisches Jahrbuch. 93 (1986), S. 375–406.
- Nietzsches ontologische Erfahrung. In: Nietzsche Studien. 14 (1985), S. 35–68.
- Allverneinung und Allbejahung: Der Grund des Willens bei Schopenhauer und Nietzsche. In: 65. Schopenhauer-Jahrbuch. (1984), S. 103–115.